# John Scalzi

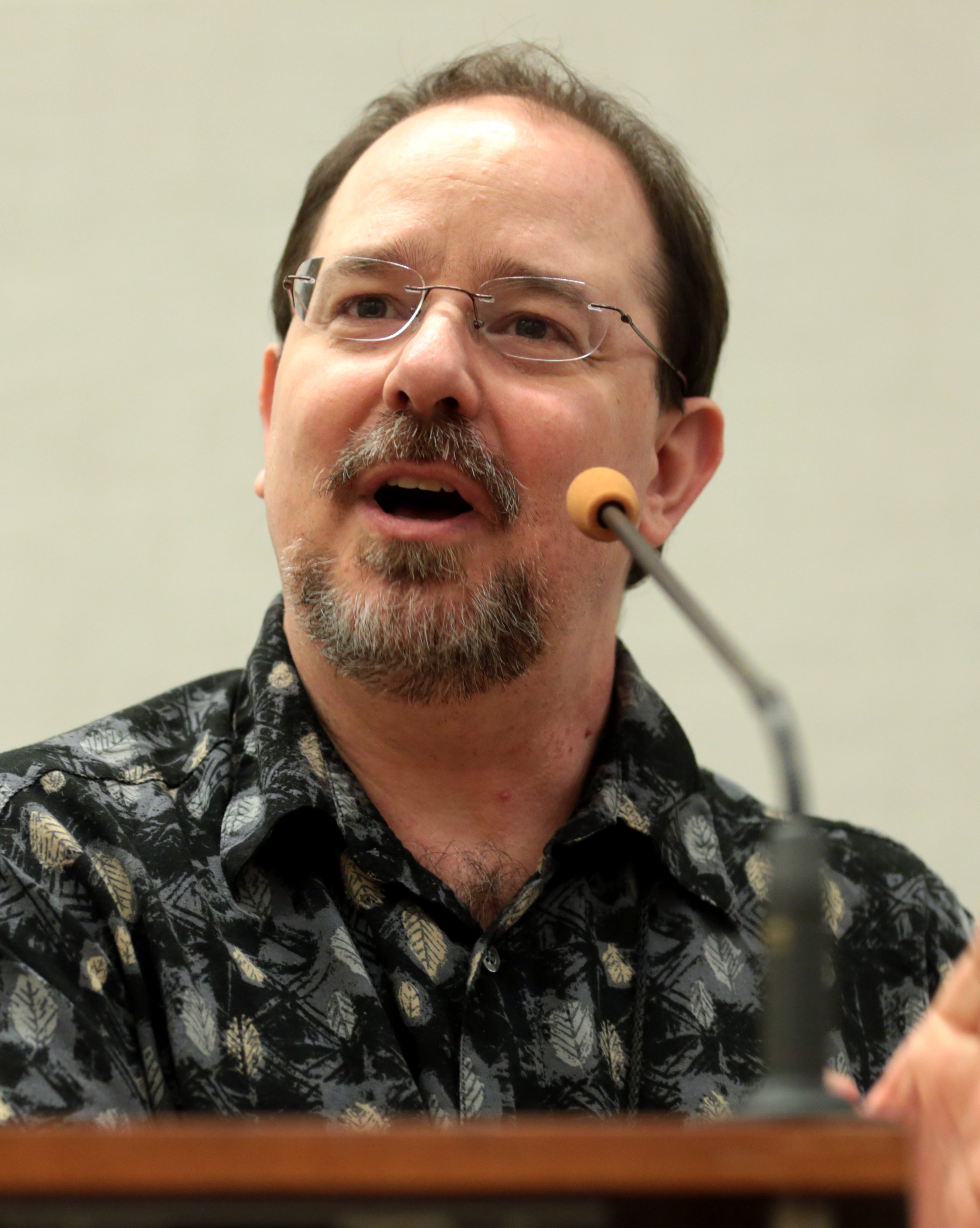
John Scalzi in 2018

John Michael Scalzi II (Fairfield, 10 mei 1969) is een Amerikaans schrijver van sciencefiction en voormalig voorzitter van de Science Fiction and Fantasy Writers of America.
Hij is het bekendst van zijn serie Old Man's War, waarvan drie delen genomineerd werden voor (onder meer) een Hugo Award. In 2008 won hij de Hugo Award in de categorie Best Fanwriter voor zijn blog Whatever. Ook heeft hij diverse malen de Locus Award voor beste sf-roman gewonnen.
Scalzi was onder andere ook creatief adviseur voor de Amerikaanse televisieserie Stargate Universe.

## Biografie
Scalzi studeerde onder meer aan The Webb Schools of California en de Universiteit van Chicago. Hij werkte voor America Online. Hij werd in 2001 fulltime schrijver en freelance auteur. Scalzi is een verre verwant van John Wilkes Booth.
In 2010 werd Scalzi verkozen tot president van de Science Fiction and Fantasy Writers of America. Hij was de enige genomineerde. In 2013 eindigde zijn termijn.

### Losstaand
- 2005 - Agent to the Stars
- 2009 - The God Engines  (novelle)
- 2011 - Fuzzy Nation
- 2012 - Redshirts (Hugo Award en Locus Award)
- 2022 - The Kaiju Preservation Society (Locus Award)
- 2023 - Starter Villain

### Series
Old Man's War
- 2005 - Old Man's War (Campbell Award)
- 2005 - Questions for a Soldier   [kort verhaal]
- 2006 - The Ghost Brigades
- 2007 - The Sagan Diary   [kort verhaal]
- 2007 - The Last Colony (Seiun Award)
- 2008 - Zoe's Tale
- 2008 - After the Coup   [kort verhaal]
- 2013 - The Human Divison
- 2015 - The End of All Things

The Android's Dream
- 2006 - The Android's Dream (Seiun Award)
- 2009 - Judge Sn Goes Golfing

Lock In
- 2014 - Unlocked: An Oral History of Haden's Syndrome
- 2014 - Lock In
- 2018 - Head On

The Interdependency
- 2017 - The Collapsing Empire (Locus Award)
- 2018 - The Consuming Fire
- 2020 - The Last Emperox

The Dispatcher 
- 2016 - The Dispatcher
- 2020 - Murder by Other Means
- 2022 - Travel by Bullet

## Non-fictie
Scalzi schreef ook verschillende non-fictie boeken:
- 2000 - The Rough Guide to Money Online
- 2003 - The Rough Guide to the Universe
- 2003 - Book of the Dumb
- 2004 - Book of the Dumb 2
- 2005 - The Rough Guide to Sci-Fi Movies
- 2007 - You're Not Fooling Anyone When You Take Your Laptop to a Coffee Shop: Scalzi on Writing
- 2008 - Your Hate Mail Will Be Graded: Selected Writing, 1998–2008
- 2013 - The Mallet of Loving Correction
- 2017 - Don't Live For Your Obituary: Advice, Commentary and Personal Observations on Writing, 2008–2017

- Bibsys: 5047070
- Biblioteca Nacional de España: XX1790771
- Bibliothèque nationale de France: cb155054737 (data)
- Catàleg d'autoritats de noms i títols de Catalunya: 981060948573606706
- CiNii: DA00278878
- Gemeinsame Normdatei: 133079600
- International Standard Name Identifier: 0000 0001 1451 1213
- Library of Congress Control Number: n2003056370
- Nationale Bibliotheek van Letland: 000321881
- MusicBrainz: b7b99883-b32b-4ab3-8a4f-63c9b3da61a6
- Bibliotheek van het Japanse parlement: 01078291
- Nationale Bibliotheek van Tsjechië: xx0125178
- Nationale bibliotheek van Australië: 40005175
- Nationale Bibliotheek van Israël: 987007299424205171
- Nationale Bibliotheek van Polen: a0000002340348
- Nationale en Universitaire bibliotheek Zagreb: 000803213
- Nederlandse Thesaurus van Auteursnamen: 40079991X
- Réseau des bibliothèques de Suisse occidentale: 02-A013819690
- Système universitaire de documentation: 142984760
- Trove: 1069433
- Virtual International Authority File: 87579835
- WorldCat: E39PBJgMCQV8XhMyXgvmPThPwC